# 439
| [ Edytuj tabelę ] |                                           |
| Cesarz Bizancjum  | - 408 Teodozjusz II 450                   |
| Król Franków      | - 426 Klodian 447                         |
| Władca Guptów     | - 414 Kumaragupta 455                     |
| Chan Hunów        | - 434 Bleda 445 - 434 Attyla 453          |
| Władca Korei      | - 413 Changsu 491                         |
| Król Munsteru     | - 431 Nad Froích 453                      |
| Papież            | - 432 Sykstus III 440                     |
| Król Persji       | - 420 Bahram V 439 - 439 Jezdegerd II 457 |
| Cesarz Rzymu      | - 425 Walentynian III 455                 |
| Król Wandalów     | - 428 Genzeryk 477                        |
| Król Wizygotów    | - 419 Teodoryk I 451                      |

Rok 439 / CDXXXIX
stulecia: IV wiek ~
V wiek ~
VI wiek

lata: 429 «
434 «
435 «
436 «
437 «
438 «
439
» 440
» 441
» 442
» 443
» 444
» 449

## Wydarzenia
- 19 października – król Wandalów i Alanów Genzeryk zajął Kartaginę.
- Wizygoci pokonali rzymskiego wodza Litoriusza i wypowiedzieli cesarstwu traktat federacyjny.